# Олаф Годредарсон Чёрный
Олаф Годредарсон, также известен как Олаф Чёрный (умер 21 мая 1237) — король Островов из скандинавской династии Крованов (1226—1237), правивший на острове Мэн и части Гебридских островов. Сын Годреда Олафссона, короля Островов и Дублина, и Финнгуалы, внучки верховного короля Ирландии Муйрхертаха Мака Лохлайнна. Его старший брат Рёгнвальд, скорее всего, имел другую мать. Согласно Хроникам Мэна, Годред назначил своим наследником Олафа, так он был рожден «в законном браке». Но в 1187 году после смерти короля Годреда Олафссона островитяне избрали королём его старшего сына Рёгнвальда, так как Олаф был еще ребёнком. Рёгнвальд Годредарсон управлял Королевством Островов в течение почти 40 лет.
Олаф получил во владение от старшего брата остров Льюис, но не был доволен своим уделом и требовал увеличить его. Король Рёгнвальд приказал схватить Олафа и отправил его к шотландскому королю Вильгельму, где Олаф провел в тюрьме почти семь лет. После своего освобождения Олаф предпринял паломничество в Сантьяго-де-Компостела, после чего братья примирились. Рёгнвальд женил своего младшего брата Олафа на сестре своей жены. Вскоре Олаф при содействии островного епископа Реджинальда развелся со своей женой и вторично женился на Кристине, дочери графа Росса Ферхара. Вскоре Годред, сын Рёгнвальда, попытался умертвить своего дядю Олафа, но он смог спастись и бежал под защиту своего тестя в Шотландию. Позднее Олаф разгромил Годреда на острове Скай, ослепив и изуродовав своего племянника.
В 1220-х годах король Островов Рёгнвальд Годредарсон заключил союз с могущественным шотландским магнатом Аланом, лордом Галлоуэй, против своего младшего брата Олафа. В 1226 году жители Мэна свергли Рёгнвальда и посадили на королевский трон его младшего брата Олафа. В 1229 году в решающей битве с Олафом Рёгнвальд был убит.
В 1230 году Олаф Годредарсон бежал в Норвегию, прося у короля Хакона Хаконарсона военной помощи против Алана Галлоуэя и членов династии Сомерленда. Норвежский король отправил на Южные острова флот под командованием Успака, одного из представителей рода Сомерленда. Успак был провозглашен Хаконом королём Островов. Успак скончался или был убит в начале кампании, после чего Олаф взял под своё руководством норвежский флот и вернул себе контроль над островом Мэн. Королевство Островов было разделено между Олафом и его племянником Годредом Рагнальдссоном, который получил Внешние Гебридские острова. Вскоре Годред был убит на острове Льюис, а Олаф стал единовластно управлять королевством вплоть до своей смерти в 1237 году. Сыновья Олафа — Харальд, Рёгнвальд и Магнус — занимали королевский престол острова Мэн.

## Биография

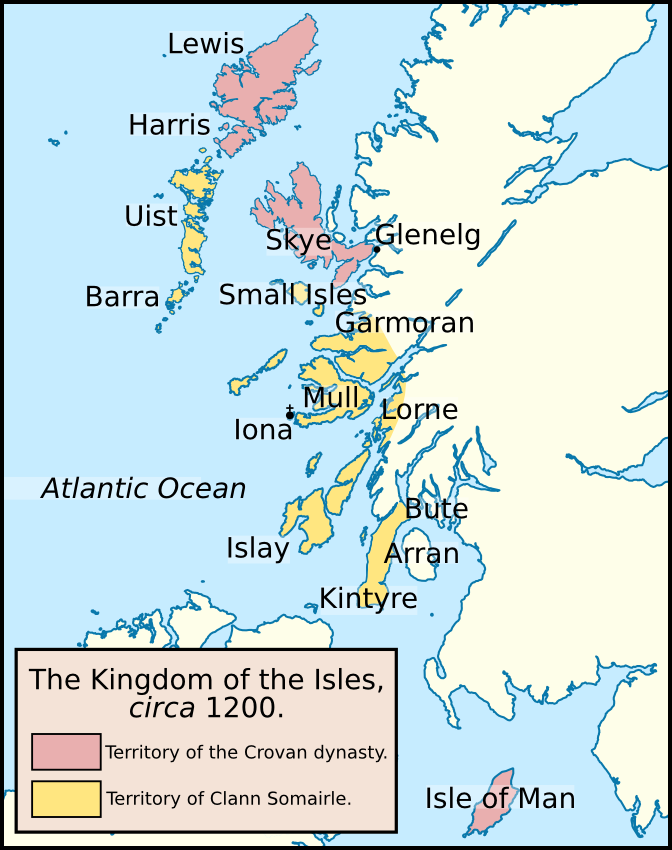
Карта Королевства Островов около 1200 года, на которой владения династии Крованов граничат с землями потомков Сомерленда (клана Сомерли)

Олаф Чёрный был представителем Крованов, династии морских конунгов, и младшим сыном Годреда Олафссона, короля Островов и Дублина (ум. 1187), и внуком Олафа Годредарсона, короля Островов (ум. 1153). Годред унаследовал от своего отца Гебридские острова близ западного побережья Шотландии и остров Мэн, расположенный в центре Ирландского моря, стратегически важный пункт между Британией и Ирландией. В середине 12 века Годред лишился большей части Внутренних Гебридских островов, которые захватил Сомерленд, лорд Аргайла.
Согласно Хроникам Мэна, в 1187 году после смерти Годреда новым королём Мэна стал его старший сын Рёгнвальд (ум. 1229). Возможно, что матерью Рёгнвальда была ирландка, незаконная жена или наложница Годреда Олафссона. Сам Годред перед смертью хотел видеть своим наследником младшего сына Олафа, рожденного в законном браке. Но после его смерти островитяне избрали новым королём Мэна Рёгнвальда, так как его брат Олаф был еще ребёнком.
Хроники Мэна утверждают, что король Рёгнвальд пожаловал Олафу во владение остров Льюис. На самом же деле Льюис был северной частью острова Льюис-энд-Харрис, который на сегодняшний день является крупнейшим островом Шотландии. Северная часть острова, Льюис, плоская и болотистая, а южная часть, Харрис, более гористая. Хроники Мэна описывают остров Олафа как горный и скалистый, полностью непригодный для земледелия. Небольшое население острова жило охотой и рыболовством. Хроники сообщают, что Олаф отправился к Рёгнвальду и попросил у него побольше земли. По приказу старшего брата Олаф был схвачен и отправлен к шотландскому королю Вильгельму Льву (1165—1214), который продержал его в заключении почти семь лет. Только после смерти Вильгельма в декабре 1214 года Олаф Годредарсон получил свободу и вернулся на родину. Олаф встретился на острове Мэн с Рёгнвальдом, а затем отправился в паломничество с большой группой знати.
После возвращения из паломничества Олаф женился на сестре жены своего брата Рёгнвальда и получил обратно во владение остров Льюис. Вскоре при содействии епископа Островов Реджинальда и своего дяди Олаф был разведён со своей женой под предлогом, что раньше его наложницей была двоюродная сестры его супруги. Хроники Мэна сообщают, что Олаф женился вторым браком на Кристине, дочери шотландского феодала Ферхара, графа Росса. Второй брак Олафа вызвал недовольством супруги Рёгнвальда, которая стремилась посеять рознь между сводными братьями. Королева тайно приказала своему сыну Годреду схватить и умертвить Олафа. Хроники Мэна сообщают, что Годред Рагнальдссон собрал силы на острове Скай и напал на остров Льюис, опустошив большую его часть. Но его дядя Олаф смог спастись и бежал в Шотландию, под защиту своего тестя Ферхара, графа Росса. Вскоре Олаф внезапно напал на острове Скай на своего племянника Годреда, который был схвачен, ослеплен и кастрирован.

## Восстание Олафа против Рёгнвальда
Согласно Хроникам Мэна, летом после поражения Годреда Олаф с флотом из 32 кораблей высадился на острове Мэн, чтобы выступить против своего сводного брата Рёгнвальда. Но между братьями был заключен мир, Рёгнвальд сохранил королевский титул и власть над Мэном, а его брат Олаф получил во владение Внешние Гебридские острова.
В 1220-х годах шотландский король Александр II (1214—1249) стремился подчинить своей власти западное побережье Шотландии и предпринял несколько походов на область Аргайл, принадлежавшую потомкам Сомерленда. В результате Руаири, король Гарморана и Гебрид, потерял Кинтайр, который был передан его брату Дональду, более лояльному к Шотландии. Олаф Годредрасон владел островами Льюис и Скай, которые граничили с доменом потомков Сомерленда, и в глазах Александра стал потенциальным союзником против рода Сомерленда.
Шотландский король Александр призвал одного из своих самых могущественных магнатов Алана, лорда Галлоуэй (ум. 1234), вмешаться в междоусобицу островных королей Олафа и Рёгнвальда. Согласно Хроникам Мэна, в 1225 году Алан и Рёгнвальд попытались захватить Внешние Гебридские острова, принадлежавшие Олафу, но местные жители сохранил верность своему монарху. Рёгнвальд выдал свою дочь за Томаса, внебрачного сына Алана. В 1226 году мэнцы изгнали Рёгнвальда и посадили на королевский престол его сводного брата Олафа.
В 1228 году, воспользовавшись отсутствием Олафа и его военачальников, Алан, его брат Томас, граф Атолл (ум. 1231) и Рёгнвальд совершили нападение на остров Мэн, опустошив и разграбив его. После возвращения домой Алана с большей частью его войска Олаф смог восстановить контроль над островом. Зимой того же 1228 года Рёгнвальд отплыл из Галлоуэя и высадился на острове Мэн, где сжег корабли Олафа. Хроники Мэна заявляют, что Рёгнвальд оставался в Рональдсэе в течение сорока дней. 14 февраля 1229 года в битве при Тинвальде Рёгнвальд был разбит Олафом и предательски убит своими воинами.

## Норвежская экспедиция наГебриды

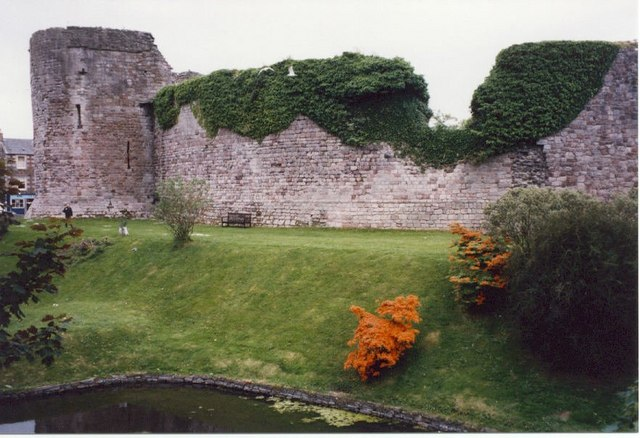
Развалины замка Ротсей на острове Бьют

«Хроника Ланеркоста» сообщала, что в 1230 году норвежский флот под предводительством Успака Огмундссона отплыл к западному побережью Шотландии. Норвежский король Хакон Старый назначил Успака новым королём Островов. Успак, вероятно, был одним из сыновей Дугала, короля Гебридских островов и Аргайла. Долгое время он пробыл при дворе короля Норвегии Хокона IV, сюзерена королевства Островов, и, в отличие от своих братьев Дункана и Дугала Скрича, был сторонником пронорвежской ориентации. В этом походе участвовали Олаф Годредарсон и его племянник Годред Рагнальдссон. Сага о Хаконе Хаконарсоне описывает Олафа как верного вассала норвежского короля в отличие от Дональда и Дугала, сыновей Дугала. Сага рассказывает, что норвежский король зимой собрание, на котором принял решение организовать экспедицию под руководством Успака на Гебриды. Весной, когда Хакон Старый готовил в Бергене флот для экспедиции, к нему прибыл Олаф, сообщив королю о беспорядках на островах и враждебных действиях Алана, лорда Галлоуэя. Норвежцы увеличили численность своей флотилии до 80 кораблей за счет присоединения братьев Успака. Норвежцы высадились на острове Бьют, где осадили замок Ротсей. Эта крепость принадлежала Уолтеру Стюарту. Ротсей был вскоре захвачен и разрушен, однако приближение армии Алана Голуэйского заставило норвежцев отступить. Успак заболел, скончался на острове Айона (возможно, был ранен при осаде замка).
Хроники Мэна продолжают, что после смерти Успака Олаф взять контроль над флотом и высадился на острове Мэн. Королевство Островов было разделено между Олафом и его племянником Годредом. Олаф Годредарсон сохранил остров Мэн, а Годред получил Гебридские острова. Согласно Саге о Хаконе Хаконарсоне, норвежцы весной высадились на Кинтайре, где вступили в битву с большим шотландским войском, в ходе которой обе стороны потеряли много убитых. Сага о Хаконе Хаконарсоне сообщает, что вскоре Годред был убит на островах. Хроники Мэна указывают, что Годред был убит на острове Льюис.

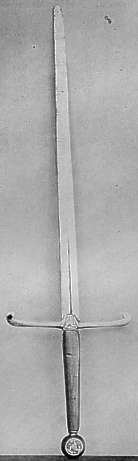
Меч государства Мэн

Согласно Хроникам Мэна, король Олаф Чёрный скончался 21 мая 1237 года на острове Сент-Патрик и был похоронен в аббатстве Сент-Мэри в Рашене.
Олаф Годредарсон имел от второй жены Кристины трёх сыновей: Харальда (ум. 1248), Рёгнвальда (ум. 1249) и Магнуса (ум. 1265), каждый из которых в дальнейшем был королём Мэна и Островов.

## Наследие
Существует Меч государства Мэн, который используется в ежегодных днях Тинвальда в деревне Сент-Джонс на острове и на заседаниях Тинвальда в Дугласе на острове Мэн. Народная молва говорит, что это меч принадлежал королю Олафу Черному. Меч имеет длину 74 см, а длина рукоятки — 23 см. Недавний анализ меча показал, что он был сделан в 15 веке, а его лезвие — в 17 веке. Современные специалисты думают, что он был сделан для празднования Тинвальда в 1417 или 1422 году.
Несколько шотландских кланов, которые исторически проживали на Льюисе, традиционно считают свои родоначальником Олафа Черного. Клан Маклауд ведет своё происхождение от сыновей полулегендарного эпонима — Лауда (гэльск. Leod), жившего в XIII веке, чьим отцом был король острова Мэн — Олаф Чёрный. В различных традициях с именем Олафа также связаны кланы Моррисон и Маколей с Льюиса.